# پیر مارتی
پیر مارتی (انگلیسی: Pere Martí؛ زادهٔ ۲۲ ژانویهٔ ۱۹۸۲) بازیکن فوتبال اهل اسپانیا است.
از باشگاه‌هایی که در آن بازی کرده‌است می‌توان به باشگاه فوتبال الچه، باشگاه فوتبال مالاگا، باشگاه فوتبال ویارئال، و باشگاه فوتبال رئال مورسیا اشاره کرد.